# Казанки
Казанки́ (до 1948 года Атчеу́т; укр. Казанки, крымскотат. Atçeut, Атчеут) — село в Бахчисарайском районе Республики Крым, в составе Почтовского сельского поселения (согласно административно-территориальному делению Украины — Почтовского поссовета Автономной Республики Крым).

## Современное состояние
В Казанках 4 улицы, площадь, занимаемая селом, 15,5 гектара, на которой в 168 дворах, по данным сельсовета на 2009 год, числилось 417 жителей, ранее было одним из отделений совхоза им. Чкалова. Действуют почтовое отделение, фельдшерско-акушерский пункт. Село связано автобусным сообщением с Симферополем.

## Население
| 2001 | 2014 |
| ---- | ---- |
| 435  | ↘358 |

Всеукраинская перепись 2001 года показала следующее распределение по носителям языка:
| Язык             | Число жит. | Процент |
| ---------------- | ---------- | ------- |
| русский          | 343        | 78,85   |
| крымскотатарский | 73         | 16,18   |
| украинский       | 14         | 3,22    |
| армянский        | 4          | 0,92    |

### Динамика численности
- 1915 год — 0/50 чел.[14][15]
- 1926 год — 49 чел.[16]
- 1989 год — 490 чел.[17]
- 2001 год — 435 чел.[18]
- 2009 год — 417 чел.[8]
- 2014 год — 358 чел.[19]

## География
Казанки — одно из самых северных сёл района, расположено на северной стороне долины реки Альма, у вершины куэсты горы Кизил-Джар, в 5,3 километра по региональной автодороге 35Н-045  Почтовое — Казанки (по украинской классификации — С-0-10207)
от шоссе 35Н-019 Новопавловка — Песчаное, высота центра села над уровнем моря — 257 м. Расстояние до райцентра и Симферополя по шоссе примерно одинаково — около 22 километров и 11 километров до ближайшей железнодорожной станции Почтовая. Ближайшие сёла: Почтовое в 6 км и Нововасильевка — в 3 километрах.

## История
Название Ачеут впервые встречается в Статистическом справочнике Таврической губернии 1915 года а, согласно которому на хуторе и в имении «Атчеут и Алмачик» Аджикей Ароновны Мирчи Тав-Бадракской волости Симферопольского уезда числилось 5 дворов с русским населением в количестве 50 человек «посторонних» жителей. Во владении было 800 десятин удобной земли и 200 десятин неудобий. С землёй был 1 двор и 6 безземельных. В хозяйствах имелось 53 лошади, 30 волов и 18 коров. Название поселению было дано по урочищу Ачефут, обозначавшемуся ещё на картах XIX века. Судя же по километровой карте Генштаба Красной армии 1941 года, Ачеут первоначально находился примерно в 1,5 км западнее современного села, а на месте Казанков располагалось поселение Алмачик, которое в Статистическом справочнике Таврической губеррнии… 1915 года, сзначится, как хутор Алмачик Верхний (Конради) в котором числился 1 двор без постоянных жителей.
После установления в Крыму Советской власти, по постановлению Крымревкома от 8 января 1921 года была упразднена волостная система и село включили в состав Подгородне-Петровского района Симферопольского округа (уезда). 11 октября 1923 года, согласно постановлению ВЦИК, в административное деление Крымской АССР были внесены изменения, в результате которых был ликвидирован Подгородне-Петровский район и образован Симферопольский и Ачеут включили в его состав.
Согласно Списку населённых пунктов Крымской АССР по Всесоюзной переписи 17 декабря 1926 года, в селе Ачеут Базарчикского сельсовета Симферопольского района, числился 12 дворов, из них 11 крестьянских, население составляло 49 человек (25 мужчин и 24 женщины). В национальном отношении учтено: 18 русских и 22 украинца, а, в артели Алмачик Верхний (Упорный труд), Базарчикского сельсовета Симферопольского района, числилось 17 дворов, все крестьянские, население составляло 65 человек. В национальном отношении было учтено 52 русских, 8 немцев и 2 украинца. К 1940 году село уже входило в состав Бахчисарайского района. Ачеут на «старом» месте ещё обозначен на карте 1942 года, сейчас там «Урочище Ачефут».
После освобождения Крыма от фашистов, 12 августа 1944 года было принято постановление № ГОКО-6372с «О переселении колхозников в районы Крыма» по которому в район планировалось переселить 6000 колхозников и в сентябре 1944 года в район приехали первые новосёлы (2146 семей) из Орловской и Брянской областей РСФСР, а в начале 1950-х годов последовала вторая волна переселенцев из различных областей Украины. С 25 июня 1946 года Ачеут в составе Крымской области РСФСР. Указом Президиума Верховного Совета РСФСР от 18 мая 1948 года, Ачеут переименовали в Казанки. 26 апреля 1954 года Крымская область была передана из состава РСФСР в состав УССР. По данным переписи 1989 года в селе проживало 490 человек. С 12 февраля 1991 года село в восстановленной Крымской АССР, 26 февраля 1992 года переименованной в Автономную Республику Крым. С 21 марта 2014 года в составе Крыма аннексировано Россией.
Казанки сильно изменились в начале 1960-х годов, когда к западной окраине пристроили посёлок для переселенцев, превосходящий по размерам старое село..